# تکینگی فناوری

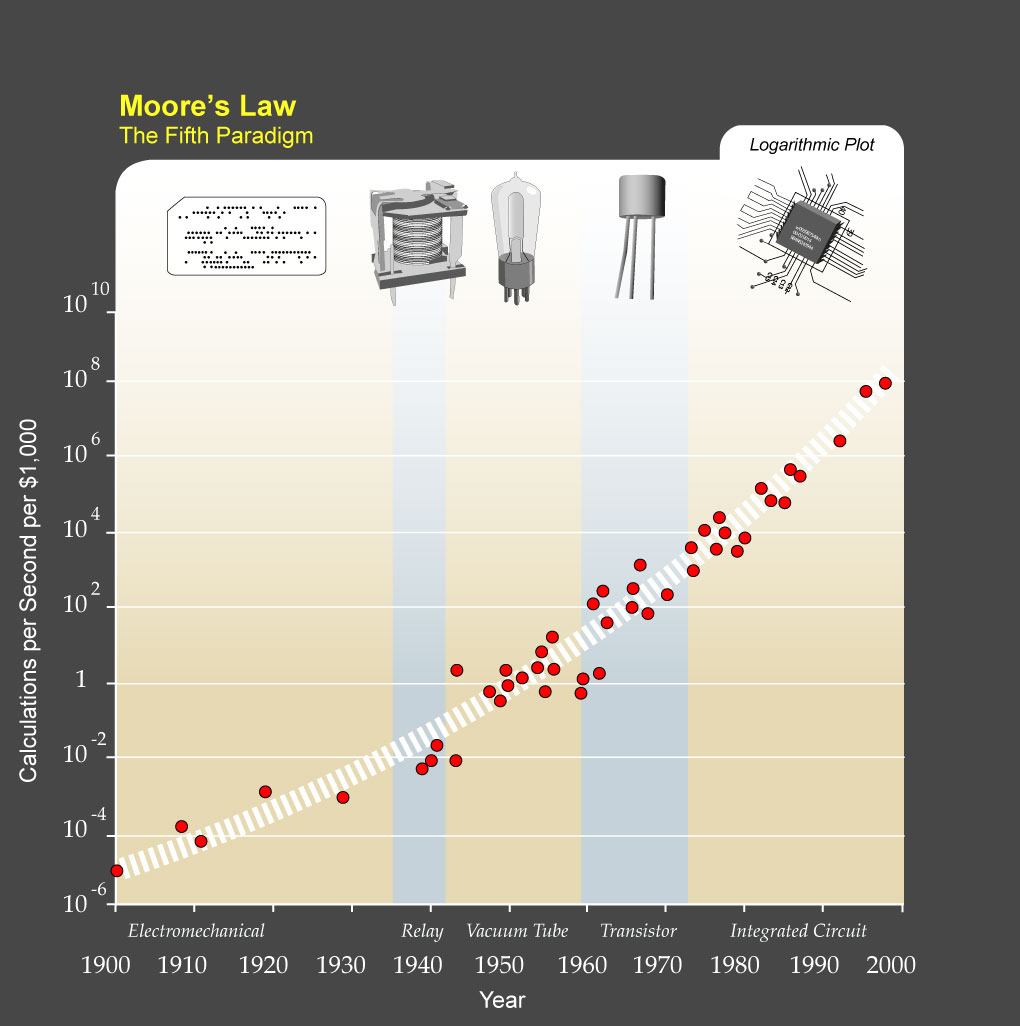
کورزویل پیشبینی می‌کند که رشد نمایی ادامه یابد و در طی چند دهه قدرت پردازش رایانه‌ها از قدرت پردازش مغز انسان‌ها بیشتر شود و تقریباً در همین زمان هوش مصنوعی فرابشری ظهور کند.

نمودار لگاریتمی ۱۵ فهرست جداگانه از رخدادهای مهم در تاریخ بشر نشان دهنده یک روند پیشرفت نمایی است.

تکینگی فناوری (به انگلیسی: Singularity) فرضیه‌ای است که پیشبینی می‌کند که شتاب در فناوری در نهایت باعث می‌شود که هوش مصنوعی از هوش بشر پیشی بگیرد و منجر به تغییرات شگرف یا حتی پایان تمدن بشری بشود. چون توانایی‌های چنین هوشی ممکن است قابل درک نباشند، اتفاقاتی که بعد از تکینگی فناوری می‌افتند ممکن است پیش‌بینی‌ناپذیر باشند.
اولین استفاده از واژه «تکینگی» در این معنا، توسط ریاضیدان جان فون نویمان بود. در سال ۱۹۵۸، استنی‌سواف اولام، با اشاره به بحثش با فون نویمان، بیان داشت که «شتاب فزایندهٔ پیشرفت فناوری و تغییر در حالت زندگی انسان، از نزدیک شدن به یک تکینگی بنیادی در تاریخ نژاد بشر حکایت دارد که فراتر از آن، امور انسانی آنگونه که ما آنها را می‌شناسیم، نمی‌تواند ادامه داشته باشد». این اصطلاح توسط نویسنده داستان‌های علمی تخیلی ورنر وینج رایج شد، که استدلال می‌کرد هوش مصنوعی، تقویت بیولوژیکی انسان، یا واسط مغز و رایانه می‌توانند از علل احتمالی زیست‌شناختی باشند. ری کورزویل در مقدمه کتاب «رایانه و کامپیوتر» نوشته فون نویمان، به استفاده از این واژه توسط فون نویمان اشاره می‌کند.
طرفداران تکینگی به‌طور معمول چنین می‌اندیشند که «رشد فزاینده هوش»، که در آن «فراهوش» پیوسته نسل‌های قدرتمندتر ذهن را طراحی می‌کند، ممکن است به سرعت رخ دهد و تا زمانی که توانایی‌های شناختی هوش مصنوعی تا حد زیادی از هوش انسانی پیشی بگیرد، متوقف نشود.
کورزویل پیش‌می‌بیند که تکینگی حدود ۲۰۴۵ رخ می‌دهد در حالی که وینج تاریخی قبل از ۲۰۳۰ پیش‌می‌بیند. در اجلاس تکینگی سال ۲۰۱۲، استوارت آرمسترانگ مطالعه‌ای روی پیش‌بینی‌های کارشناسان هوش مصنوعی انجام داد و به طیف گسترده‌ای از پیش‌بینی‌ها رسید که میانه‌شان سال ۲۰۴۰ بود. عدم قطعیت زیادی در این بیش‌بینی‌ها وجود دارد به طوری که آرمسترانگ در سال ۲۰۱۲ احتمال وقوع تکینگی بین ۵ تا ۱۰۰ سال آینده را ۸۰ درصد دانست.

## انتقادهای وارد شده به تکینگی فناوری
انتقاد اولی که به تکینگی فناوری وارد شده است این است که پیش بینی کرزویل یک برون‌یابی غیر منطقی است. مور در سال ۲۰۱۵ پیش بینی کرد که رشد نمایی تعداد ترانزیستورها در واحد سطح در پنج تا ده سال آینده متوقف می‌شود که دلیل آن محدودیت‌های فیزیکی اندازه اتم هاست. انتقاد دوم این است که چه پیش بینی مور درست باشد و چه نباشد، قدرت پردازش کامپیوترها گلوگاه فرآیند باهوشتر شدن کامپیوترها نسبت به انسانها نیست. این که کامپیوترها یک میلیون، یک میلیارد یا یک تریلیون کلمه در ثانیه را پردازش کنند، ربطی به این که کامپیوترها واقعا می‌توانند مثل انسانها فکر کنند یا نه ندارد. یعنی این که کامپیوترها مثل انسانها عقل سلیم، استدلال منطقی و احساسات داشته باشند یا این که بتوانند اصول کلی را از موارد خاص استنتاج کنند و آن اصول کلی را در سایر زمینه‌ها به کار ببندند.